# Lilium columbianum
Lilium columbianum är en liljeväxtart som beskrevs av Maximilian Leichtlin. Lilium columbianum ingår i släktet liljor, och familjen liljeväxter. Inga underarter finns listade.

## Bildgalleri

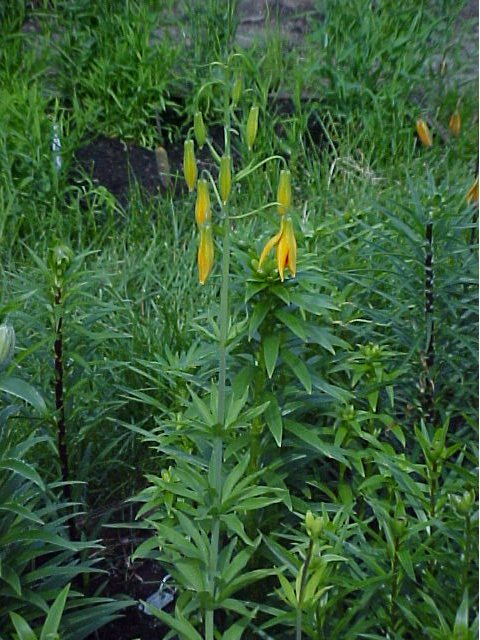
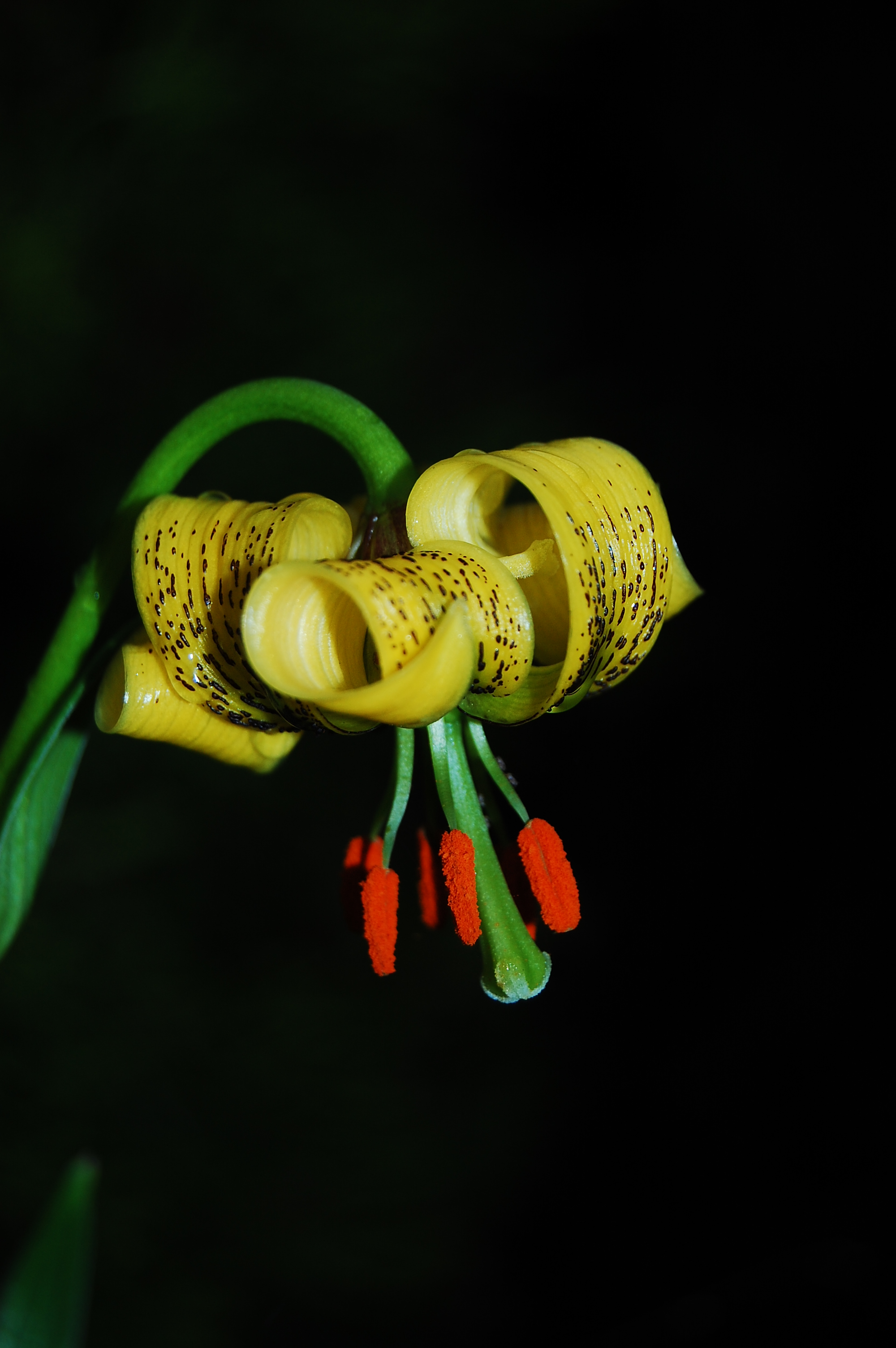